# Sarıveliler
Sarıveliler là một huyện thuộc tỉnh Karaman, Thổ Nhĩ Kỳ. Huyện có diện tích 373 km² và dân số thời điểm năm 2007 là 14280 người, mật độ 38 người/km².